# Corrente del Labrador

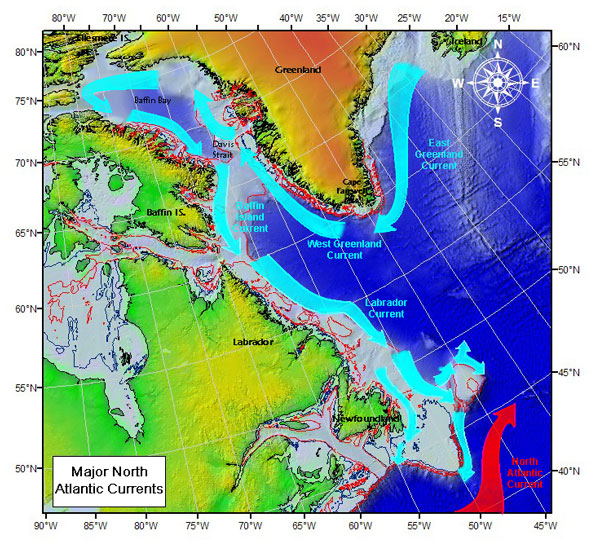
La corrente del Labrador.

La corrente del Labrador è una corrente oceanica fredda del nord Atlantico, che scorre dal sud del mare Glaciale Artico, lungo la costa del Labrador, passando nei pressi di Terranova, proseguendo verso sud lungo la costa orientale della Nuova Scozia.

## Geografia
È la continuazione di altre due correnti artiche: la corrente della Groenlandia occidentale e la corrente dell'isola di Baffin. Un ramo di questa corrente entra nel golfo di San Lorenzo attraverso lo stretto di Belle Isle.
Questa corrente comporta un raffreddamento della costa orientale del Canada e della Nuova Inghilterra. Le acque di queste coste sono più fredde di 7-10 °C rispetto a quelle presenti ad una simile latitudine lungo le coste occidentali del Nord America e sull'Europa. Le acque della corrente del Labrador sono anche meno salate, e questo comporta la formazione di ghiaccio in inverno anche a latitudini piuttosto basse. In primavera e in estate, questa corrente trasporta iceberg, spesso staccatisi dai ghiacciai della Groenlandia e del Nord Atlantico.
La corrente del Labrador è una delle più fredde al mondo.